# Theodore Wratislaw
Theodore William Graf Wratislaw (1871 – settembre 1933) è stato un poeta inglese.

## Biografia
I suoi scritti vennero pubblicati in alcune riviste come The Strand Magazine e The Yellow Book, dove scrivevano anche Henry James, Arnold Bennett, Oscar Wilde di cui diventò amico, andandolo a trovare quando stava in compagnia di suo figlio Cyril.

## Opere
Scrisse tantissime opere, fra cui:
- Love's Memorial and Some verses
- Caprices  (1893)
- The Pity of Love